# 梅塞雷埃斯
梅塞雷埃斯，是西班牙卡斯蒂利亚-莱昂布尔戈斯省的一个市镇。总面积37平方公里，总人口305人（2001年），人口密度8人/平方公里。